# Martin van Creveld
Martin Levi van Creveld, född 5 mars 1946 i Rotterdam, är en israelisk militärhistoriker och militärteoretiker.
Van Creveld är utbildad vid London School of Economics och Hebreiska universitetet i Jerusalem, där han varit lärare sedan 1971. Han har också undervisat vid många militärhögskolor i olika länder i Västvärlden. Han har skrivit 17 böcker inom militärhistoria och strategi. Bland de mest uppmärksammade är Command in War (1985), Supplying War: Logistics from Wallenstein to Patton (1977, 2:a upplagan 2004), The Transformation of War (1991), The Sword and the Olive (1998) och The Rise and Decline of the State (1999).